# Laura Bassett
Laura Bassett est une footballeuse internationale anglaise née le 2 août 1983 à Nuneaton. Elle joue au poste de défenseur ou de milieu défensif.

## Carrière
Lors de la demi-finale de la coupe du monde féminine 2015, elle inscrit un but contre son camp dans les arrêts de jeu de la seconde période. Ce but donne la victoire à son adversaire, le Japon (2-1).

## Palmarès
- Championnat d'Angleterre de football féminin : 1

2008–09
- Coupe d'Angleterre de football féminin : 1

2008–09
- Coupe de la Ligue anglaise de football féminin : 2

2008–09, 2009–10.